# Adalberone II di Verdun
Adalberone o Adalbero (964 circa – Italia, 18 aprile 988) è stato un vescovo franco, vescovo della Diocesi di Verdun dal 984 alla sua morte.

## Origine
Secondo le Gesta Episcoporum Virdunensium, continuatio e anche secondo la Chronica Albrici Monachi Trium Fontium era il figlio primogenito del Conte di Bidgau e Methingau, Conte di Verdun e conte di Hainaut, Goffredo I e di Matilde di Sassonia, che, secondo l'Annalista Saxo era la figlia femmina primogenita di Ermanno Billung, duca di Sassonia, e di Hildegard di Westerburg.
Come ci viene confermato dal documento n° 212 del Mittelrheinisches Urkundenbuch, I, Goffredo I di Verdun era figlio del Conte di Bidgau e Methingau, Gozlin, e di Uda, figlia del conte Gerardo, nipote di Adalardo il Siniscalco, e della moglie (di cui era il secondo marito), Oda di Sassonia; Goffredo I di Verdun, inoltre era fratello del vescovo di Reims, Adalberone di Reims, ed era anche nipote del vescovo di Metz, sempre di nome Adalberone e di Federico I duca dell'Alta Lorena, a sua volta, padre di un vescovo di Verdun e di Metz, ancora di nome, Adalberone.

## Biografia
Secondo la storica, Rosamond McKitterick, Adalberone fu nominato vescovo di Verdun, nel 984, dallo zio, il vescovo di Reims, Adalberone di Reims,senza l'approvazione del re dei Franchi occidentali, Lotario IV.
La nomina a vescovo di Verdun di Adalberone è confermata dalle Gesta Episcoporum Virdunensium, ricordando che suo nipote, Goffredo III di Lorena detto il Barbuto, sarebbe divenuto marchese in Italia ed è riportata, anche se risulta di due anni successiva (886), dagli Annales Sancti Vitoni Virdunensis, ed infine ne parla anche la Chronica Albrici Monachi Trium Fontiums, ricordando che suo cugino, il figlio del suo prozio, Federico I duca dell'Alta Lorena, anche lui di nome, Adalberone, che prima era vescovo di Verdun, veniva nominato vescovo di Metz.
I Necrologi della cattedrale di Verdun, ricordano la morte di Adalberone il 18 aprile ("XIV Kal Mai"), mentre le Gesta Episcoporum Virdunensium ne ricordano la morte nel 988; infine secondo le Gesta Episcoporum Virdunensium, Adalberone morì in Italia dopo essersi recato alla Scuola Medica Salernitana per sottoporsi a cure mediche ed il fratello Federico, conte di Verdun, si adoperò per riportare la salma nella sua diocesi e farla tumulare nella Cattedrale di Verdun.

## Ascendenza
|                         |         |                      | Genitori             |  |  | Nonni |  |  | Bisnonni           |  |  | Trisnonni |  |
|                         |         |                      |                      |  |  |       |  |  | Vigerico di Bidgau |  |  | …         |  |
|                         |         |                      |                      |  |  |       |  |  | Vigerico di Bidgau |  |  | …         |  |
|                         |         | …                    |                      |  |  |       |  |  | Vigerico di Bidgau |  |  |           |  |
| Gozlin                  |         |                      |                      |  |  |       |  |  | Vigerico di Bidgau |  |  |           |  |
|                         |         | Cunigonda            | …                    |  |  |       |  |  |                    |  |  |           |  |
|                         |         | Cunigonda            | …                    |  |  |       |  |  |                    |  |  |           |  |
|                         |         | Cunigonda            | Ermentrude           |  |  |       |  |  |                    |  |  |           |  |
| Goffredo I di Verdun    |         | Cunigonda            |                      |  |  |       |  |  |                    |  |  |           |  |
|                         |         | Gerardo I di Metz    | Adalardo II di Metz  |  |  |       |  |  |                    |  |  |           |  |
|                         |         | Gerardo I di Metz    | Adalardo II di Metz  |  |  |       |  |  |                    |  |  |           |  |
|                         |         | Gerardo I di Metz    | …                    |  |  |       |  |  |                    |  |  |           |  |
| Oda di Metz             |         | Gerardo I di Metz    |                      |  |  |       |  |  |                    |  |  |           |  |
|                         |         | Oda di Sassonia      | Ottone I di Sassonia |  |  |       |  |  |                    |  |  |           |  |
|                         |         | Oda di Sassonia      | Ottone I di Sassonia |  |  |       |  |  |                    |  |  |           |  |
|                         |         | Oda di Sassonia      | Edvige di Babenberg  |  |  |       |  |  |                    |  |  |           |  |
| Adalberone II di Verdun |         | Oda di Sassonia      |                      |  |  |       |  |  |                    |  |  |           |  |
|                         | Billung | …                    |                      |  |  |       |  |  |                    |  |  |           |  |
|                         | Billung | …                    |                      |  |  |       |  |  |                    |  |  |           |  |
|                         | Billung | …                    |                      |  |  |       |  |  |                    |  |  |           |  |
| Ermanno di Sassonia     | Billung |                      |                      |  |  |       |  |  |                    |  |  |           |  |
|                         |         | Ermengarda di Nantes | …                    |  |  |       |  |  |                    |  |  |           |  |
|                         |         | Ermengarda di Nantes | …                    |  |  |       |  |  |                    |  |  |           |  |
|                         |         | Ermengarda di Nantes | …                    |  |  |       |  |  |                    |  |  |           |  |
| Matilde di Sassonia     |         | Ermengarda di Nantes |                      |  |  |       |  |  |                    |  |  |           |  |
|                         |         | …                    | …                    |  |  |       |  |  |                    |  |  |           |  |
|                         |         | …                    | …                    |  |  |       |  |  |                    |  |  |           |  |
|                         |         | …                    | …                    |  |  |       |  |  |                    |  |  |           |  |
| Ildegarda di Westerburg |         | …                    |                      |  |  |       |  |  |                    |  |  |           |  |
|                         |         | …                    | …                    |  |  |       |  |  |                    |  |  |           |  |
|                         |         | …                    | …                    |  |  |       |  |  |                    |  |  |           |  |
|                         |         | …                    | …                    |  |  |       |  |  |                    |  |  |           |  |
|                         |         | …                    |                      |  |  |       |  |  |                    |  |  |           |  |

### Fonti primarie
- (LA) Monumenta Germaniae Historica, Scriptores, tomus VI..
- (LA) Monumenta Germaniae Historica, Scriptores, tomus X. URL consultato il 1º marzo 2020 (archiviato dall'url originale il 20 ottobre 2014)..
- (LA) Monumenta Germaniae Historica, Scriptores, tomus IV. URL consultato il 1º marzo 2020 (archiviato dall'url originale il 23 settembre 2015)..
- (LA) Monumenta Germaniae Historica, Scriptores, tomus XXIII. URL consultato il 1º marzo 2020 (archiviato dall'url originale il 23 settembre 2015)..

### Letteratura storiografica
- Louis Halphen, Francia: gli ultimi Carolingi e l'ascesa di Ugo Capeto (888-987), in «Storia del mondo medievale», vol. II, 1999, pp. 636–661